# Igreja Nova (Mafra)
Igreja Nova era una freguesia portuguesa del municipio de Mafra, distrito de Lisboa.

## Historia
Fue suprimida el 28 de enero de 2013, en aplicación de una resolución de la Asamblea de la República portuguesa promulgada el 16 de enero de 2013 al unirse con la freguesia de Igreja Nova, formando la nueva freguesia de Igreja Nova e Cheleiros.

## Patrimonio
En el territorio de la antigua freguesia se encuentran cerca de medio centenar de yacimientos arqueológicos, de los que el mejor estudiado es el poblado de Lexim, con restos neolíticos, calcolíticos y romanos. En su patrimonio histórico-artístico destacan también la iglesia matriz de Nuestra Señora de la Concepción y la capilla del Espíritu Santo, donde se conserva una pintura sobre tabla del siglo XVI representando Pentecostés.